# The Heirs
The Heirs är en sydkoreansk TV-serie som sändes på SBS, med Lee Min-ho och Park Shin-hye i de ledande rollerna.

## Rollista (i urval)
- Lee Min-ho som Kim Tan
- Park Shin-hye som Cha Eun-sang
- Kim Woo-bin som Choi Young-do
- Kang Min-hyuk som Yoon Chan-young
- Krystal Jung som Lee Bo-na
- Kim Ji-won som Rachel Yoo
- Choi Jin-hyuk som Kim Won
- Kang Ha-neul som Lee Hyo-shin
- Park Hyung-sik som Jo Myung-soo